# ريسيكوري
ريسيكوري أو ريسيكورو (بالإنجليزية: Rusucurru) كانت مدينة رومانية بربرية في موريتانيا القيصرية. آثارها تقع في مدينة دلس الحالية بالجزائر.